# Çaylı (Qazax)
Çaylı è un comune dell'Azerbaigian situato nel distretto di Qazax.